# 庆阳湖乡
庆阳湖乡，是中华人民共和国新疆维吾尔自治区昌吉回族自治州吉木萨尔县下辖的一个乡镇级行政单位。

## 行政区划
庆阳湖乡下辖以下地区：
东庆村、二工梁村、西庆村、大东沟村和双河村。